# Corpus Inscriptionum Semiticarum
Pour les articles homonymes, voir CIS.

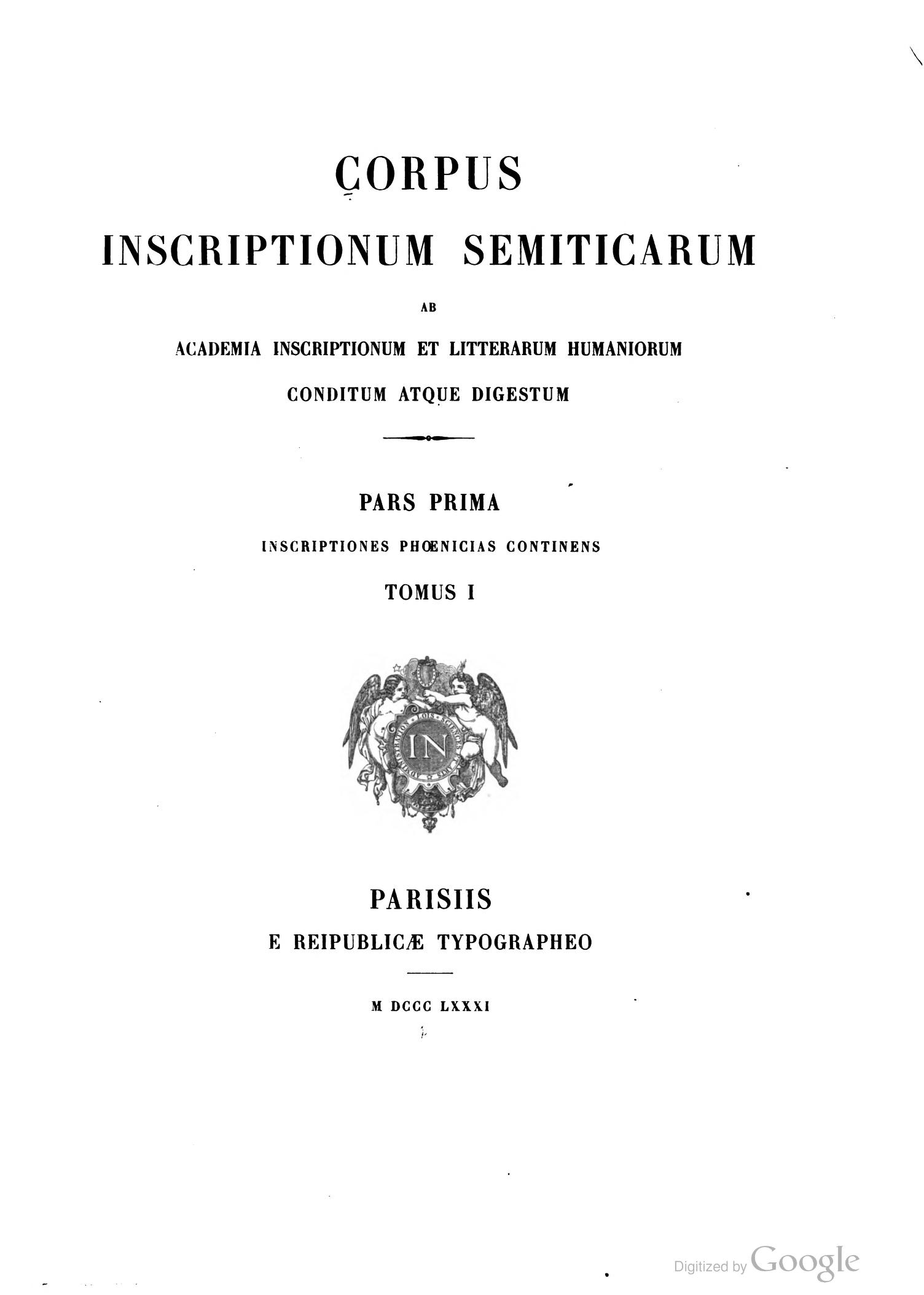
Frontispice de la première édition du Corpus Inscriptionum Semiticarum, 1881

Le Corpus Inscriptionum Semiticarum (CIS) est un projet de recueil des inscriptions sémitiques dont l'initiative revient à Ernest Renan en 1867. Prenant comme modèles les projets allemands du Corpus Inscriptionum Latinarum ainsi que le corpus des inscriptions grecques, le projet est interrompu depuis 1962.

## Histoire
Le projet naquit en 1867 et le premier volume parut uniquement en 1881.

## Plan
Le recueil devait s'établir en cinq parties :
- I. Inscriptions phéniciennes, puniques et néo-puniques
- II. Inscriptions araméennes, palmyréniennes, nabatéennes
- III. Inscriptions hébraïques
- IV. Inscriptions himyarites, sabéennes
- V. Inscriptions saracéniennes, lihyanites, safaïtiques et thamoudéennes